# William Henry White
William Henry White (Plymouth, 2 de fevereiro de 1845 – Londres, 27 de fevereiro de 1913) foi um engenheiro britânico, construtor-chefe da Marinha Real Britânica.
White nasceu em Plymouth e começou treinamento técnico no estaleiro naval local em 1859. Em 1863 recebeu uma bolsa da recém-fundada Escola Real de Arquitetura Naval em South Kensington, Londres. Após seu treinamento trabalhou para o Almirantado Britânico e lidou com o projeto e cálculo de novos navios. Foi secretário do então construtor-chefe do Almirantado, Sir Edward James Reed, e permaneceu neste cargo até a aposentadoria de Reed em 9 de julho de 1870. Foi então nomeado para o ensino na Escola Real de Arquitetura Naval. Em 1872 foi secretário do Conselho de Construção, que supervisionava todas as construções da Marinha Real. A partir de 1872-1873 trabalhou para os estaleiros navais em Pembroke, Pembrokeshire, e Portsmouth.
Em março de 1875 foi promovido a construtor assistente. Casou-se no mesmo ano e publicou A Manual of Naval Architecture. For the use of Officers of the Royal Navy, Shipbuilders, uma obra básica sobre a construção de navios de guerra da época. Em 1883 deixou o Almirantado e ingressou na empresa de William George Armstrong como projetista e chefe do Departamento de Construção de Navios de Guerra. Em 1 de agosto de 1885 retornou ao Almirantado e foi nomeado Diretor de Construção Naval, construtor-chefe corregedor assistente da Marinha Real. Esteve envolvido na reorganização dos estaleiros navais e dos departamentos técnicos e, posteriormente, na construção de couraçados da Classe Royal Sovereign. Em 1895 foi elevado à nobreza como Cavaleiro Comandante da Ordem do Banho.
Em 1901 sofreu um colapso nervoso como resultado de críticas feitas a ele no Parlamento do Reino Unido. A ocasião foi um incidente com o iate real Victoria and Albert. O navio quase virou quando flutuou para fora da doca seca em 3 de julho de 1900 após ser equipado. O motivo foi a instalação de cerca de 700 toneladas de peso adicional acima do centro de gravidade, principalmente cimento para amortecer o som dos aposentos reais. Como resultado, a altura metacêntrica diminuiu de 2 pés estáveis a 3 polegadas instáveis. Embora absolvido da culpa direta, ele foi acusado de não informar adequadamente seus subordinados sobre a novidade e a importância de seu trabalho.
Com a Classe King Edward VII, White entregou seu último projeto de navio de guerra. No entanto, White estava doente e constantemente preocupado com questões menores, pois ele era incapaz de delegar decisões menores por si mesmo. Ele solicitou aposentadoria antecipada e deixou o Almirantado em 31 de janeiro de 1902.
Em seus dezesseis anos de mandato como construtor-chefe, foi responsável pela construção de 43 navios de guerra, 26 cruzadores blindados, 102 cruzadores blindados e 74 navios de guerra não blindados, com um valor total de 80 milhões de libras esterlinas (valor de 1900).
Após sua aposentadoria trabalhou como consultor na construção do {{[RMS|Mauretania}} da Cunard Line. Foi eleito presidente da Institution of Civil Engineers, da Institution of Mechanical Engineers e da Institution of Marine Engineers e, em 1900, membro da Academia Real das Ciências da Suécia. Desde 1890 foi membro (fellow) da Sociedade Real de Edimburgo. White morreu de derrame em 1913.
Recebeu a Medalha John Fritz de 1911.